# 海伦·摩根
海伦·摩根（英語：Helen Morgan，1966年7月20日—2020年11月19日），英国前女子曲棍球运动员。她曾代表英国国家队参加1992年夏季奥林匹克运动会曲棍球比赛，结果队伍获得一枚铜牌。